# Eugène-André Oudiné

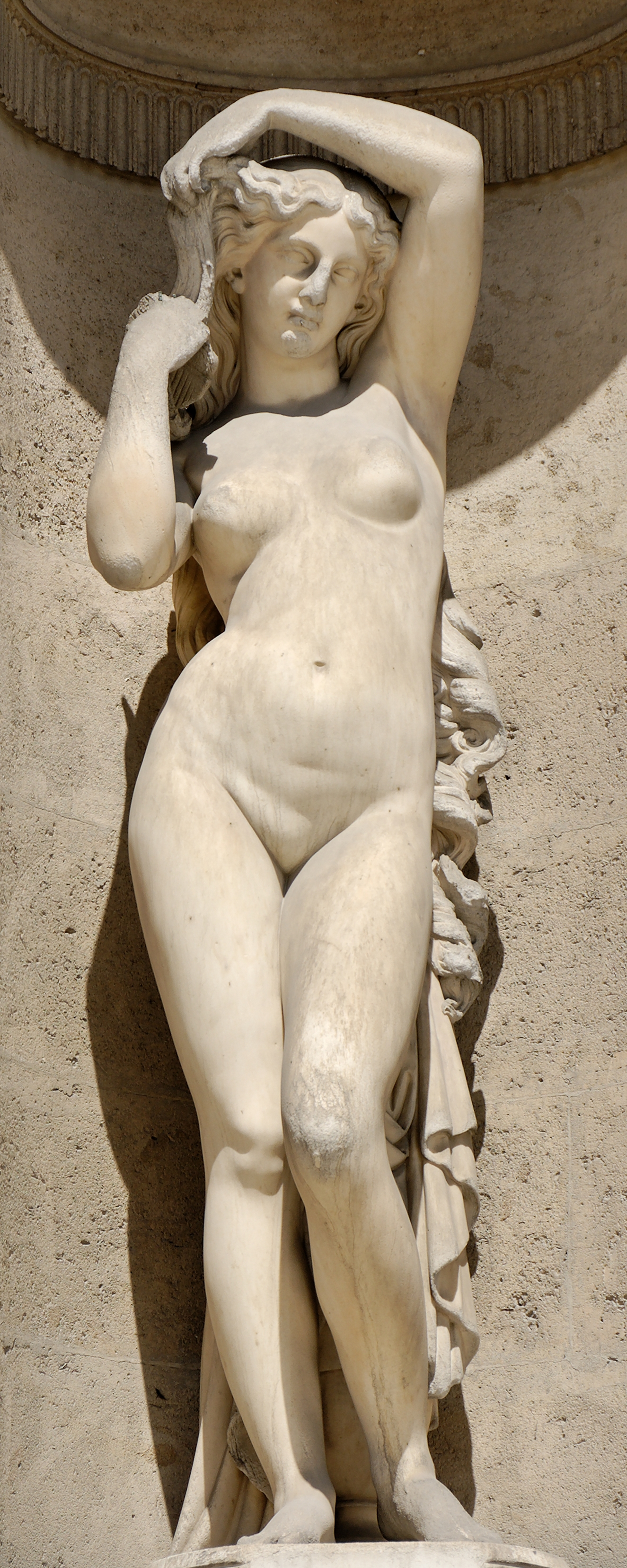
Betsabé, Cour Carrée del Palacio del Louvre

Eugène-André Oudiné (París, 1 de enero de 1810 - ibídem, 12 de abril de 1887) fue un escultor y grabador de medallas francés.

## Biografía
Eugène-André Oudiné fue alumno de Galle, de Petitot y de Ingres. Recibió el primer Grand prix de Rome de grabado en medallas en 1831.
Tras ganar el Premio de Roma permanece en la capital romana desde 1832 a 1836, residente pensionado en la Villa Médici. Allí fue alumno de Emile Jean Horace Vernet y de Ingres.
En 1878 fue el encargado de grabar la medalla de la Exposición Universal de París
Es también autor de muchas monedas, por ejemplo los Pesos argentinos emitidos en 1881-1896.

## Obras
- Berthe de Laon (1848) escultura en piedra de Berta la de los grandes pies, madre de Carlomagno , de la serie Reinas de Francia y mujeres ilustres del Jardín de Luxemburgo.

- Bartolomé Esteban Murillo (Séville, 1618-Séville, 1682), peintre

Bartolomé Esteban Murillo (Sevilla, 1618-Sevilla, 1682), pintor (1870) busto en piedra , en el Museo del Louvre
- Jacques Edouard Gatteux (París, 1788 ; París, 1881), sculpteur et graveur en medailles

Jacques Edouard Gatteux (París, 1788 ; París, 1881), escultor y grabador de medallas , (1860) medallón -retrato , en el Museo del Louvre
- La Caridad - 	LA CHARITE

estatua, conservada en el museo Crozatier de Le Puy-en-Velay;
- La muerte de Psique

estatua , desaparecida
- Psique La muerte de Psique

estatua, conservada en el Museo de Bellas Artes de Angers
- Estatua de Betsabé, en el en la fachada Norte del Cour Carre del Palacio del Louvre[9]